# Renault 1000 kg
Renault 1000 kg — фургон, выпускавшийся серийно фирмой Renault с февраля 1947 по 1965 год.
Такой же автомобиль с увеличенной до 1400 кг грузоподъёмностью, появившийся в 1949 году назывался Renault 1400 Kg. Более поздние модификации могли именоваться также «Voltigeur», «Goélette», R2064 / R2067/R2087 (армейские полноприводные версии).

## История

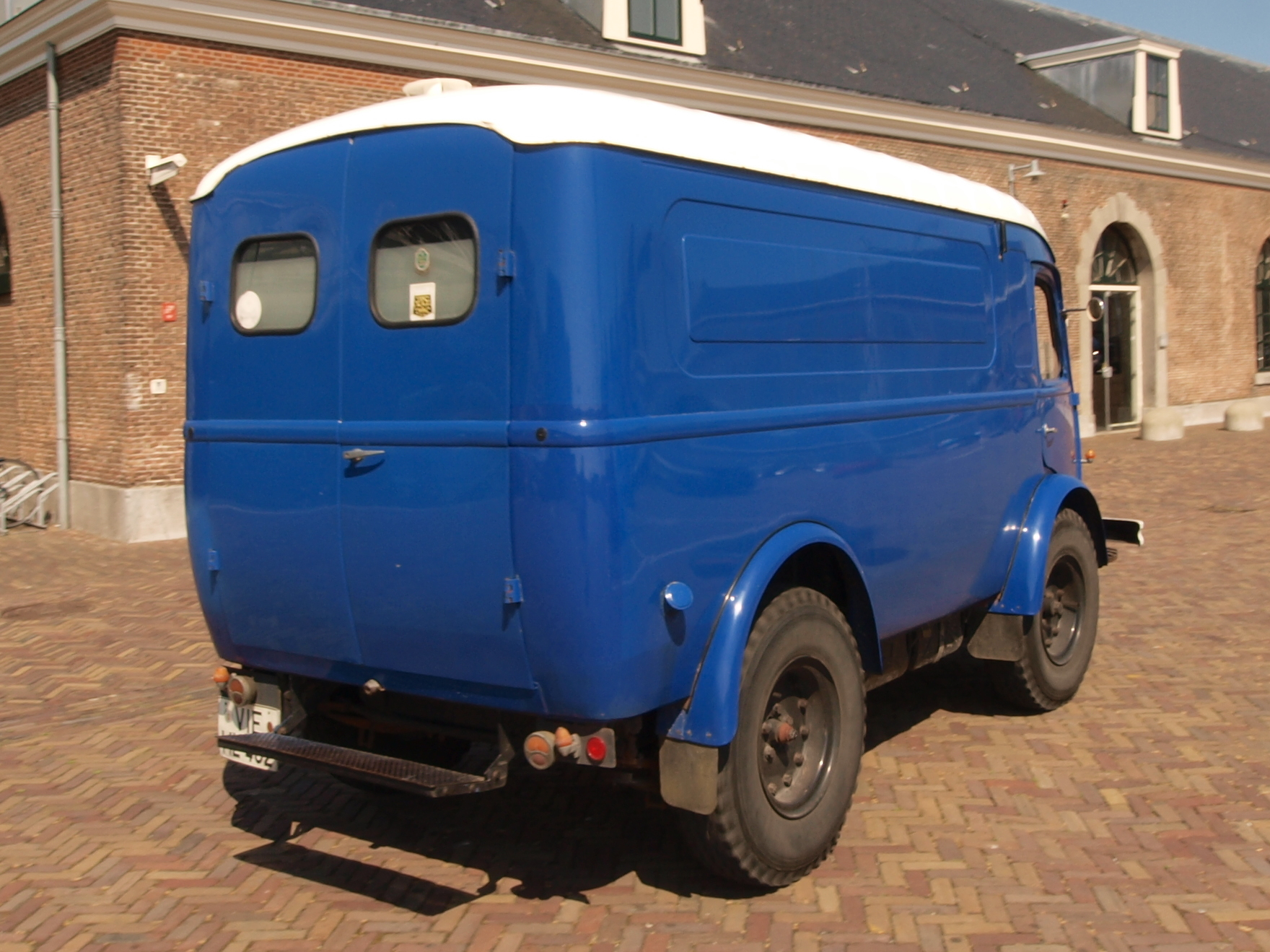
1954 Renault Goelette

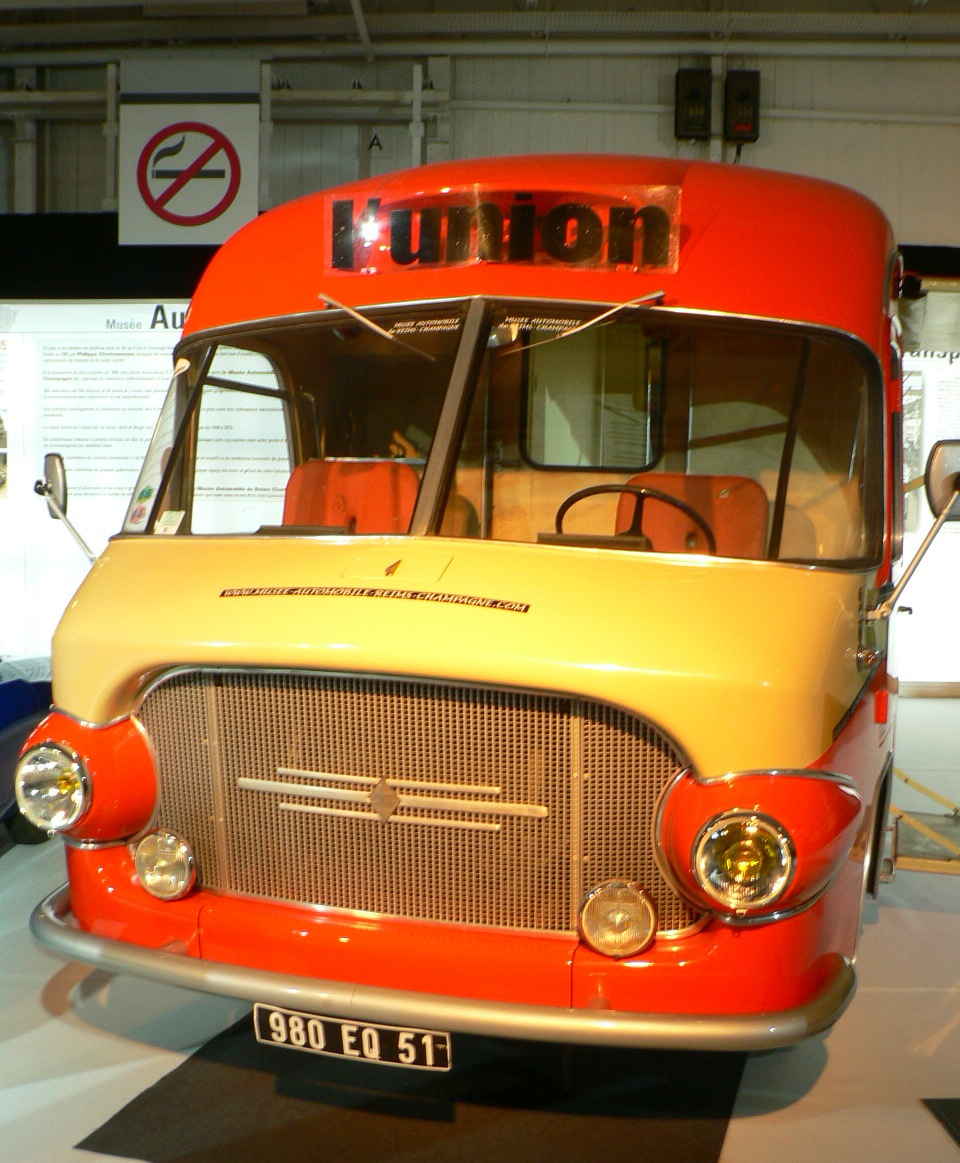
Renault Galion

Летом 1944 года французское Министерство промышленности разработало план развития национального автомобилестроения в условиях послевоенного дефицита. Этот план получил название «План Пона» по имени его создателя, заместителя министра Поля-Мари Пона.
Согласно данному плану, фирмам Peugeot, Renault и Chenard & Walcker предписывалось в дальнейшем производить автотехнику грузоподъёмностью 1000—1400 кг, а Citroen — 2 и 3,5 тонны.
Каких-либо особых возражений (как в случае с Citroën Type H) не последовало и в 1945 году был представлен прототип, конструкция которого основывалась на модели «Renault 206 E1». Уже в феврале 1947 года серийный «Renault 1000 kg» поступил в продажу и вскоре стал самым продаваемым французским грузовиком 1950-х гг — было продано 124 570 экземпляров.
В отличие от своего главного французского конкурента, «Citroën Type H», у машины, выпущенной заводом Рено сохранилась типичная для того времени конструкция. Каркас кузова первых экземпляров, вплоть до 1950 года был из дерева, а 2383-кубовый двигатель мощностью 62 л. с. позаимствован с Renault Primaquatre.
За свою долгую карьеру «1000 kg» претерпел многочисленные изменения: кузов стал цельнометаллическим, изменилось направление открывания дверей, обновились передний бампер, фары, поворотники, задний номерной знак и декоративные элементы.
С июля 1949 года появляется версия 1400 kg (автофургон или грузовик с деревянным кузовом и брезентовым тентом), продажи которой выше, чем у «младшего брата». В том же году появляется полноприводная модель.
В 1952 года запускается серия автомобилей с 1996-кубовым двигателем «85», мощность которого снижена до 49 л. с. с легкового Renault Fregate — для экономных покупателей.
Модели 1956 года получили наименования «Voltigeur» и «Goélette» соответственно. На последней двигатель «85» заменяется на 64-сильный «Etendard», который также устанавливается и на Renault Fregate. Грузовики после этого «ребрендинга» называются «Galion».
Весной 1961 года появляется и 58-сильный дизельный двигатель Indenor объёмом 1816 см³ (такой же, как у Peugeot D4). В середине 1962 года его сменяет несколько более мощный мотор от Рено (2720 см³, 61 л. с.).
С 1963 года «Voltigeur» снимается с производства, остаётся только «Goélette», которая выпускается до 1965 года, затем ей на смену приходит несколько увеличившийся в размерах, но всё ещё считающийся «лёгким» грузовиком Super Goélette (выпуском которого занимался также существовавший в 1955-78 годах филиал Рено — Saviem, а по лицензии — MAN и Avia.

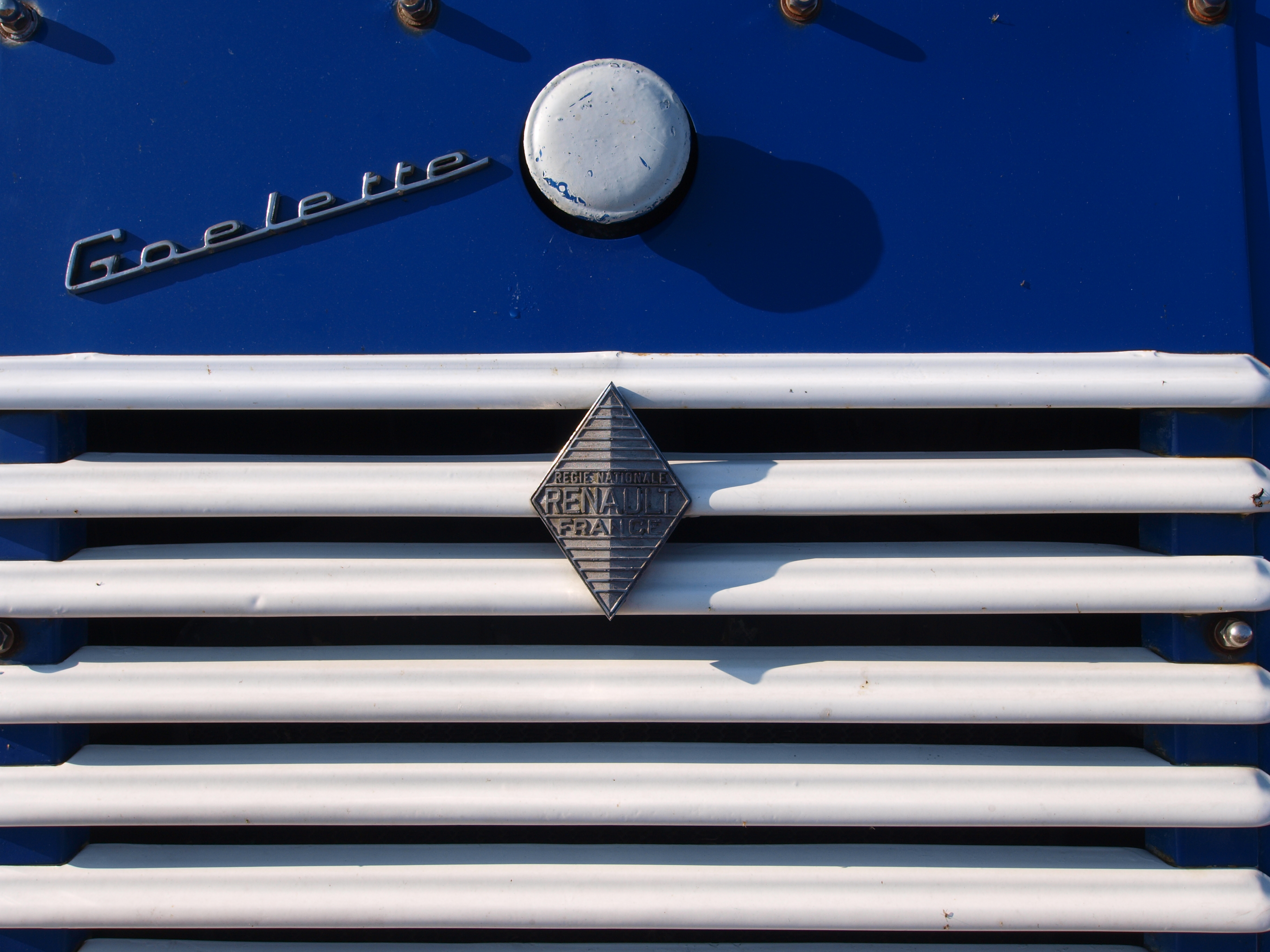
Решётка радиатора и фирменный шильдик Goélette
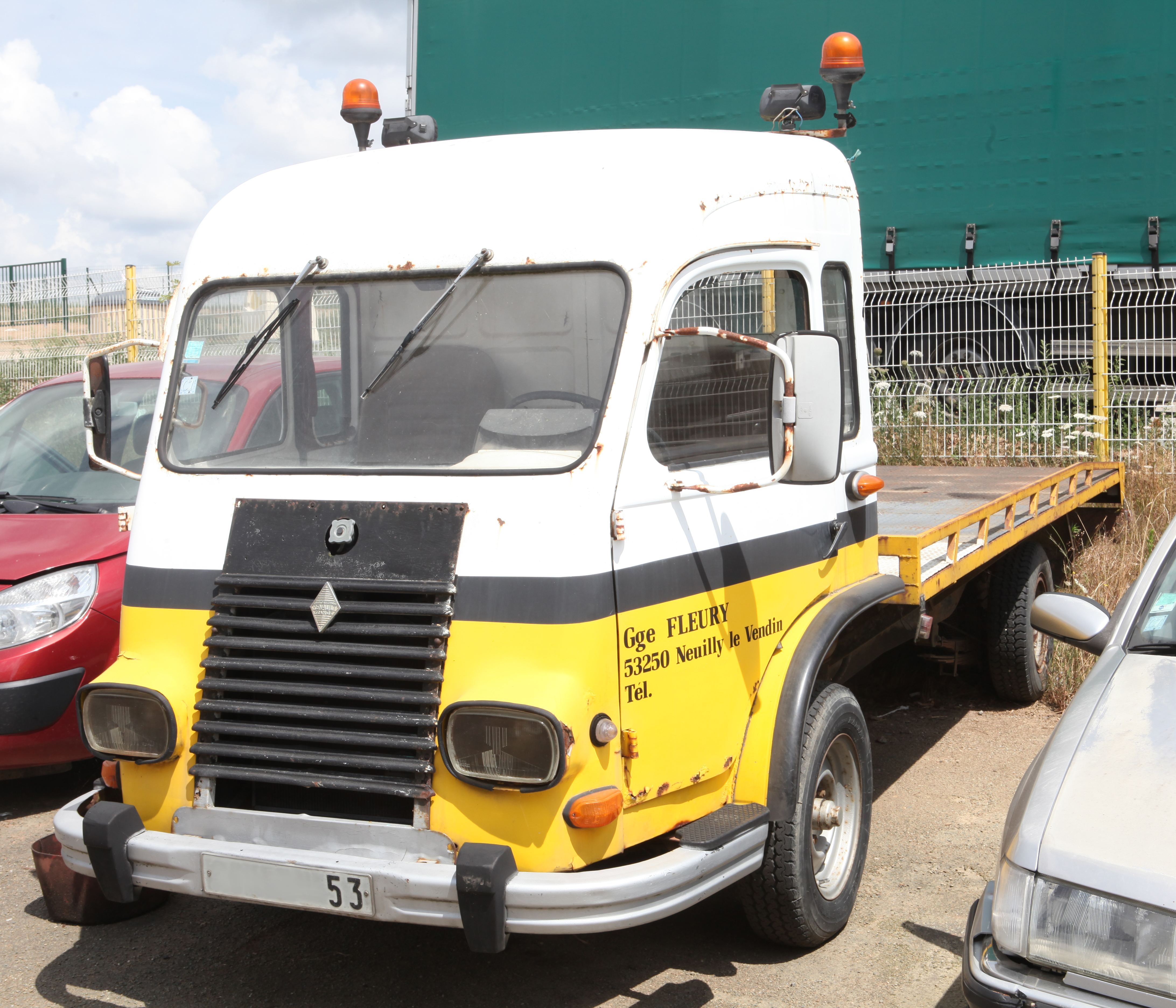
Renault Voltigeur (1947–1963)

Последние модификации визуально отличаются своими маленькими дополнительными боковыми окошками. На дорогах Франции некоторые из них до середины 1980-х годов.
Renault Goelette — один из самых популярных французских автофургонов 1950-60 годов Он широко применялся различными госструктурами, в частности почтовой службой, жандармерией и французской полицией, где получил традиционное для французских автозаков прозвище  (фр.) «корзинка для салата».

## Армейские модификации

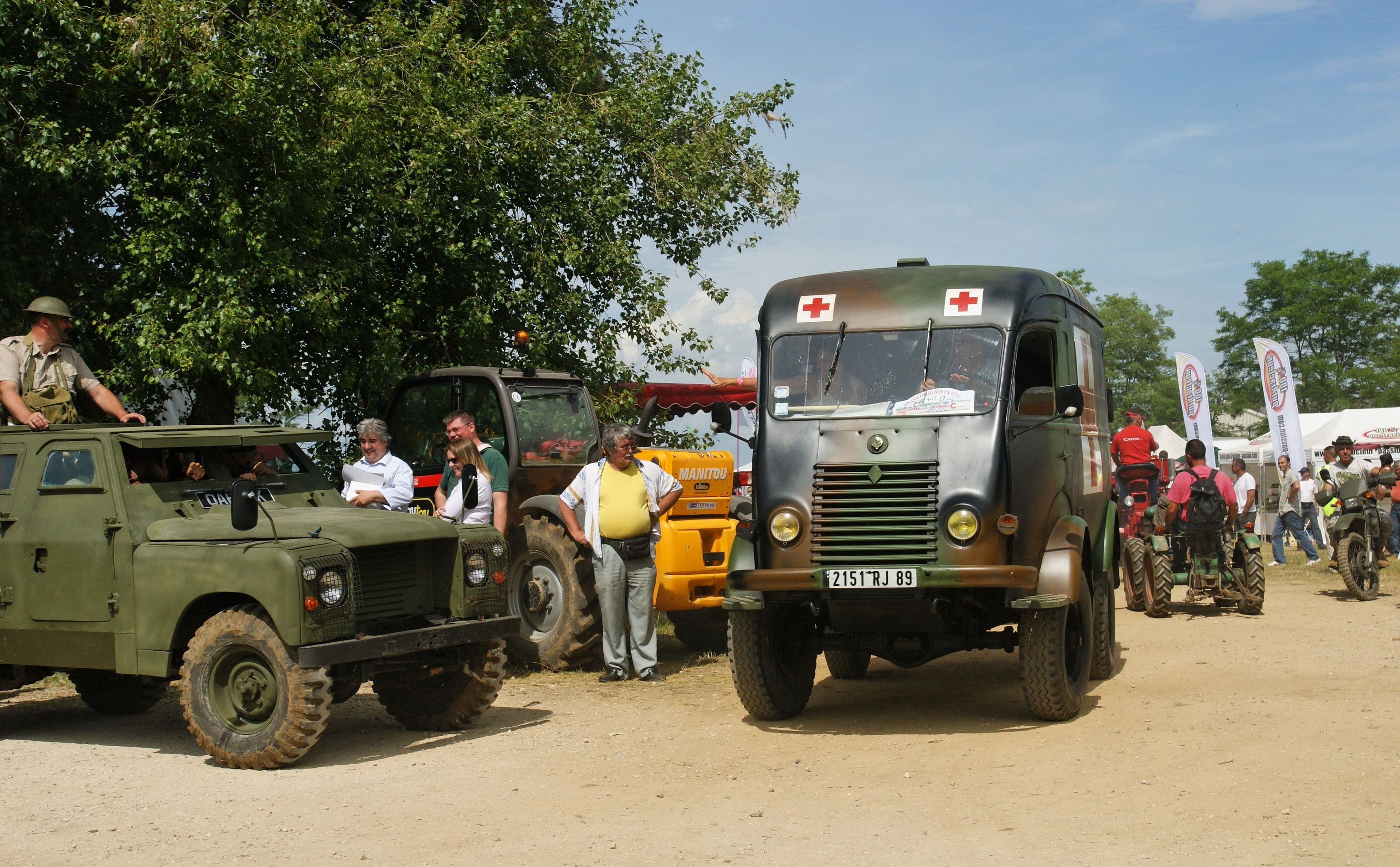
Renault R2087 (1956–1969)
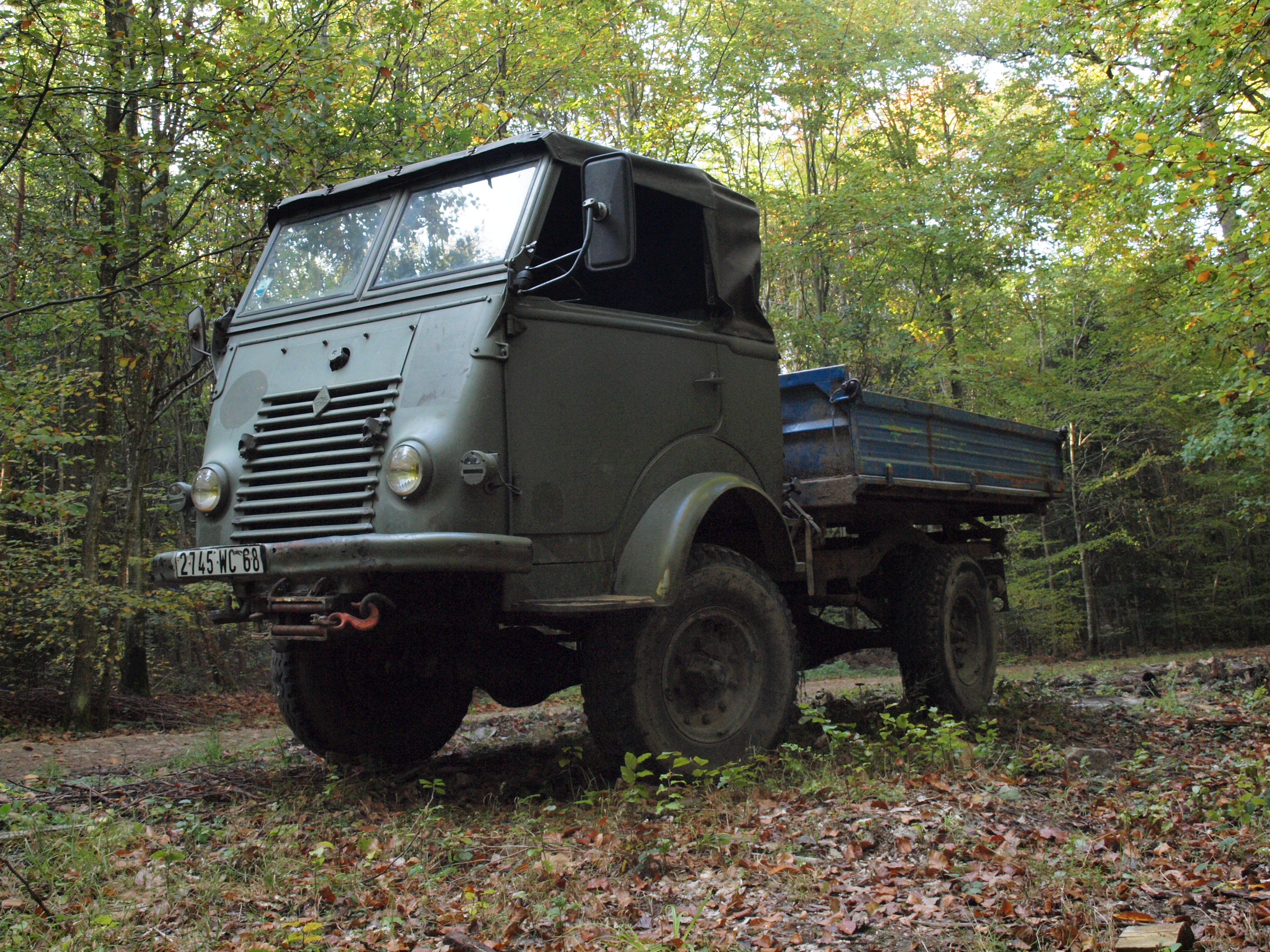
R2087 als Pritschenwagen

В июне 1952 года французская армия начинает закупки полноприводного варианта автомобиля, (обозначаемого «R2067») а с 1956 его преёмника «R2087»; переделки проводит фирмы Herwaythorn и Sinpar. Для этих машин характерен увеличенный клиренс, открытая кабина со съёмной крышей и откидным лобовым стеклом. Санитарная версия используется в армии ещё несколько десятилетий. Кроме того, обе они поставляются армии Бельгии. На смену им с 1969 года приходит модель Saviem TP3.

## В массовой культуре
Будучи весьма распространённой во Франции машиной, Renault 1000 kg столь же часто фигурирует в кинофильмах 1960-х годов, среди которых можно упомянуть «Второе дыхание» (1966) с Жаном Габеном и Лино Вентурой, или Босс (Жоржа Лотнера (1968).